# エディ・ゲレロ
エディ・ゲレロ（Eddie Guerrero、1967年10月9日 - 2005年11月13日）は、アメリカ合衆国のプロレスラー。テキサス州エルパソ出身のメキシコ系アメリカ人。

## 人物
本名：エドゥアルド・ゴリー・ゲレロ・ジャネス（Eduardo Gory Guerrero Llanes）。アメリカとメキシコ両方の市民権を有する（国籍はメキシコ）。最終所属はWWEのSmackDownである。
ラティーノ・ヒートと呼ばれている激情家。プロレスの名門一家ゲレロ・ファミリーの一員である。父親のゴリー・ゲレロ、兄のチャボ・ゲレロ・シニア、マンド・ゲレロ、ヘクター・ゲレロ、チャボの息子である甥のチャボ・ゲレロ・ジュニアもプロレスラーである。妻のヴィッキー・ゲレロはWWEと契約してRAWやSmackDownのGMを務めている。また、娘のシャウル・ゲレロもプロレスラーとして活動し、現在はラクエル・ディアスのリングネームでWWE傘下団体のNXTに所属している。
メキシコ人ギミックとしての「Lie Cheat and Steal!（ズルして騙して盗み取れ）」を合言葉に、意表を突く「ズルい」（という設定の）戦法を多用し、ギミックとしては相手に正面から挑むタイプのファイターではないが、特に、スペイン語を織り交ぜたり、ロックと同様スラングを駆使しての軽妙なトークが特徴であった（J SPORTSの字幕ではスペイン語訛りを表現するため「オイラ」「〜だっての」等と訳された）。

## 来歴

### 武者修行
プロレス一家だったこともあり、リングデビューは早い。3歳でドロップキックをマスターしたとされ、7歳の時には、当時4歳の甥であるチャボ・ゲレロ・ジュニアと、興行の休憩中に余興的な試合を行ったところ、観客が夢中になり、売店を営む親族から物が売れなくなるからやめるように頼まれたエピソードがある。プロレスラーとして正式にデビューしたのは1987年の時である。3人の兄たちとのコンビでCMLLを主戦場とした。この時期にワールド・レスリング・アソシエーション、WCWにも参戦している。

#### 新日本プロレスへ参戦
1992年に素顔で新日本プロレスに初来日。このときは、正統的な動きの中に切れのある空中技を披露し、天才レスラーと称えられた。また、この頃出会ったクリス・ベノワ、ディーン・マレンコとは生涯にわたって親友と呼び合う仲になり、その後も行動を共にしていく。同じ頃、CMLLでマスカラ・マヒカという覆面レスラーへの変身を命じられる。しかし、自身の扱いに不満を持ち、新興のライバル団体AAAに電撃移籍、自らマスクを脱いで正体を明かしたルチャリブレ史上唯一の選手となった。AAAではトップ選手のエル・イホ・デル・サントと「ニュー・アトミック・ペア」を結成（初代アトミック・ペアは互いの実父であるエル・サント＆ゴリー・ゲレロ）した。

#### 日本での活躍
この時期は日本とメキシコとを往復し、日本では2代目ブラック・タイガーとして獣神サンダー・ライガー、3代目タイガーマスク、ベノワ、マレンコらと新日本ジュニアの黄金時代を築いた。メキシコではサントを裏切るとルードに転向、“ラブ・マシーン”アート・バーとロス・グリンコス・ロコス（イカレたアメリカ人たち）を結成、トップヒールとなった。
ちなみに1996年には新日本プロレスが主催するジュニアヘビー級選手権BEST OF THE SUPER Jr.において優勝している。

### ECWからWCWへ
1994年11月、ECWとの契約の話が進む中、アートが急死。死因は日頃の過剰な薬物摂取であった。パートナーである以前に大親友であったアートの死の衝撃は、その後のエディの人生にも大きな影響を与えた。
1995年5月、ECWに移籍。デビューしてすぐ2コールド・スコーピオからTV王座を奪取する。その後TV王座を計2回獲得するなどの活躍を見せ、特に先にECWに参戦していたマレンコ、ベノワらとの試合でECWのマニアたちからも熱狂的な支持を受けた。8月、3人でWCWへと移籍。マレンコとECW最後の試合に臨んだ日には、"please don't go"(行かないで)というチャントが起こったほど彼らはファンに慕われていた。

#### WCWへ移籍
かつて在籍していた頃とは違い副社長エリック・ビショフとヘビー級のベテラン選手たちが権力を独占するWCWでは、クリス・ジェリコ、レイ・ミステリオ、ウルティモ・ドラゴン、チャボ・ジュニアといったクルーザー級の選手たちとの名勝負を連発するも、トップグループのポジションが与えられることはなかった。デビュー初期はダークマッチにおいてアレックス・ライトらと対戦していた。1995年のスターケードにおいてWCW対新日本プロレスが行われた際、エディは大谷晋二郎と対戦し敗北している。1996年にはWCW・US王座をめぐりコナンやリック・フレアーと抗争している。96年の晩年にはDDPとの抗争に入った。1997年にはスコット・ノートンやジェリコ、マレンコとのUS王座の巡る抗争を展開する。王座を失った後にクリス・ジェリコのWCWクルーザー級王座に目を付け、抗争する。王座を獲得するとレイ・ミステリオ・ジュニアとの抗争が始まり、マスクまで賭けた試合に発展する。この時期、同王座をウルティモ・ドラゴンに奪われている。その後、甥のチャボ・ゲレロとのスキットなどがあったが、中堅的立ち位置は相変わらずだった。nWoの大ブームが下火になった頃、エディはメキシコ系レスラーで結成されたLWo（ラティーノ・ワールド・オーダー）を結成して活動を開始、同時に睡眠薬の過剰摂取などもこの時期から始まった。だが、薬の過剰摂取が原因で1999年にエディが起こした交通事故により、LWoのストーリーは打ち切られた。事故の6か月後には復帰をするが、今度は鎮痛剤の摂取が始まる。WCWには2000年まで在籍したが、内部の腐敗や扱いに耐え切れず、移籍を決意する。

### WWF時代

#### ラディカルズからシングル路線まで
2000年にベノワ、マレンコ、ペリー・サターンとWWF（後のWWE）へ移籍、4人でラディカルズなるユニットを結成。早速レッスルマニア2000でトゥー・クール (グランマスタ・セクシー&スコッティ・2・ホッティ)&チャイナと試合をするが敗れてしまう。これを機にチャイナとの熱愛メロドラマを展開、人気を博す。チャイナに積極的にアピールするという役割で、チャイナが『PLAYBOY』誌に登場する際には撮影現場に行ったエディが警備員にたたき出される光景を監視カメラの映像から流した。当時何でも有りだったWWFを象徴する光景の一つであり、2003年に行われたRaw10周年特番でも「黙ってキスして賞」の一つにノミネートされていた。WWFにおける初タイトルはジェリコから奪取したヨーロピアン王座であるが、これはチャイナの手助けのおかげであった。その後はマレンコやサターンとの王座を巡る内輪もめを演じることとなり、サターンに王座を奪われる。結局はエディの浮気が原因で振られてしまう。2000年9月にIC王座を手に入れるが、相手は皮肉にもチャイナであった。その後はD-ジェネレーションX（ロード・ドッグやビリー・ガンを中心とする）との軍団抗争を展開、サバイバー・シリーズ2000で勝利する。その後ハーディー・ボーイズとの抗争(この時期にベノワはシングル路線に専念のため離脱している)を開始。
2001年に入りジェリコの持つインターコンチネンタル王座をめぐる争いがベノワ、Xパックとの四人の間で行われる。その後はレッスルマニアX-Sevenにおいてテストとヨーロピアン王座をかけて勝負、勝利する。ハーディー・ボーイズとの抗争も再燃するなどしていたが、プリンス・アルバートとの試合で怪我を負う。

#### 解雇からの復帰
不幸が重なり過度のアルコール使用障害など問題も多く、2001年11月9日に飲酒運転で事故を起こし、その三日後にWWFを解雇されている。
WWFから解雇された後、再びリングに上がれる位まで回復してからは、ROHやWWA、FWAにIWAミッドサウスなど小さな団体にあがり続けた。また、この時期に1シリーズだけTEAM 2000の一員として新日本プロレスに久々の参戦を果たしている。

#### WWE復帰後
2002年に入り、WWEと再契約。4月に入り同じくフロッグスプラッシュを得意技とするロブ・ヴァン・ダムとIC王座を争う。この時二度目の同王座獲得となる。彼はラダー・マッチで王座をRVDに奪われるが、この試合でファンが乱入する珍事があった。同時期にベノワが怪我から復帰、リック・フレアーと抗争するもキング・オブ・ザ・リング2002で敗れる。ザ・ロックのWWE統一王座に挑戦する権利を得るためにロックに挑み敗れている。

#### 団体の人気者に
WWEタッグ王座が新設されると、チャボ・ゲレロ・ジュニアとロス・ゲレロスを結成。カート・アングル&クリス・ベノワ、エッジ&レイ・ミステリオ、その後はシェルトン・ベンジャミン&チャーリー・ハースと王座を巡り抗争を繰り広げ、レッスルマニアXIXでも王座に挑むが敗北する。
また、チームのキャッチコピーが、「嘘つき」や「ずるい」とされるメキシコ人ギミック「Lie Cheat Steal（ズルして、ダマして、盗み取れ）」と設定されてコミカルな試合も行えるようになり、チャボと共にずる賢いファイトスタイルで人気を上げていくこととなった。

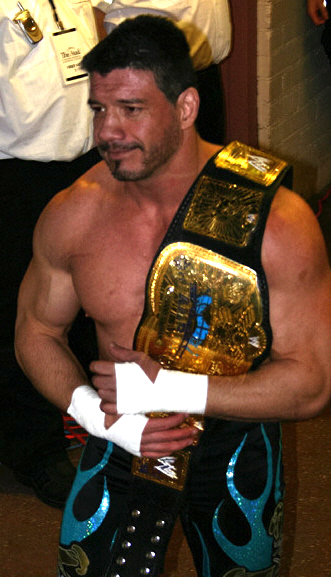
WWEタッグ王者時代

ロス・ゲレロス時代の途中にチャボが怪我で離脱した際は、タジリとコンビを組む。このタッグの際に、入場時に毎回違ったローライダー（メキシコ系アメリカ人が好む。さらにエディが会場の客の物を盗んだ物と言われている）に乗って登場し、ハイドロ（ここでは車体を油圧により上げ下げすること）で観客を沸かせるようになる。ちなみに、このローライダーでの入場シーンのおかげで、アメリカのローライダー専門雑誌の表紙をつとめたこともある。なお、ストーリー上はタジリが「車を盗んで会場に行こう」と提案したことをエディが受けて、車を盗み出したことになっている。
タジリとのタッグ解散後、復活したUS王座戦線に加わり、トーナメント決勝でベノワに勝利し初代王者となった。同王座を巡りジョン・シナと抗争。抗争のクライマックスとして駐車場でのストリートファイトの際にチャボが救援に駆けつけ、ロス・ゲレロスとして活動を再開している。この頃には、観客のエディへの声援と歓声は団体でも一番と言っていいほどに大きくなっていた。

#### WWE王座奪取へ
しかしながらビッグ・ショーにUS王座を奪われ2004年1月、タッグ王座陥落後にロス・ゲレロスの活動は仲間割れによって終了、仲裁役に現れた兄のチャボ・ゲレロ・シニアにも裏切られエディは不運続きとなる。その後チャボに復讐を果たすとシングルプレーヤーに転向する。ロイヤルランブルでのチャボとの試合を制したあと、WWE王座挑戦権を賭けたバトルロイヤルで最後まで残ったカート・アングルを退け優勝、ノー・ウェイ・アウト2004で当時のWWE王者であったブロック・レスナーに挑戦、レスナーから散々負け犬呼ばわりされながらもラティーノ・ヒート（ラテンの情熱）を燃え上がらせ口撃、下馬評を覆し史上初のメキシコ系&史上最も小柄なWWE王者となった。レッスルマニア20ではアングルを相手に防衛に成功、また後に行われたRaw's Backlashでクリス・ベノワも世界ヘビー級王者となり、二人は泣きながら抱き合った。その後グレート・アメリカン・バッシュ2004でJBL相手に王座を落とす。7月の日本武道館公演では因縁のJBL、ゼネラルマネージャーから電撃的に復帰を果たしたカート・アングルを相手に、墓掘り人ギミックで久々の来日となったジ・アンダーテイカーと組んで対戦。勝利後にテイカーの珍しいマイクアピールを引き出した。（エディがマイクアピールした後、テイカーに「ヘイ、あんたもトーキョーのアミーゴに何か言ったらどうなの？あ、そっか。あんた死んでっから喋んねえんだったな」と振るとテイカーがやおらに手を伸ばして「マイクをよこせ」と無言でアピール。武道館がどよめいた）

#### ヒールへ転身
陥落後はアングルとの抗争に戻り、また再びWWE王座戦線に戻るも奪回はできなかった。2005年、レイ・ミステリオとタッグ王座を再び獲得。レッスルマニア21以降は本人の希望によりヒールターン、ミステリオを裏切り抗争を開始しミステリオの実の息子であるドミニクの親権を巻き込んだディープな抗争となった。ミステリオを金網戦で破ったことで抗争は決着した。 
10月にベビーターン（ストーリー上は「見せかけ」であった可能性も高い）。
バティスタの世界王座に挑んだりタッグを組むなどしていた。また、親友になった証として、バティスタからローライダーが送られ、それに乗っての入場シーンが復活した。生涯最後の試合は11月8日収録・同11日放送のスマックダウンでケン・ケネディ戦で、パイプ椅子で殴られたふりをしての反則勝ちを収めた。

#### 急死
2005年11月13日早朝、遠征先のミネアポリスのホテルで死去。38歳没。死因は動脈硬化性疾患。
翌14日に収録されたRAW、スマックダウンの合同スーパーショーは本来のストーリーを全て変更し、エディの追悼大会となった。テレビでは放送されなかった第1試合終了後にWWE所属の全レスラーがタイタントロン下に集合し、WWEオーナーであるビンス・マクマホンの弔辞と共に、追悼の10カウントゴングを行った。その最中、カメラが会場の観客やレスラーの様子を写しており、母親の胸で号泣する子供の映像や、TVでは決して見せることが無い屈強なレスラー達が涙を流す姿が映し出された。10カウントゴング後、エディの追悼ビデオが流され、観客からは「Thank you, Eddie」（ありがとう、エディ）と声援があがり、故人の冥福を祈った。

### エディの死後
エディの死後、スマックダウンのバックステージは大きな穴が開いたように寂しくなったという。親友だったクリス・ベノワ、兄弟同然の仲だったレイ・ミステリオ・ジュニア、甥であるチャボ・ゲレロ・ジュニアなどがエディへのリスペクトとして、彼の持ち技（フロッグ・スプラッシュやスリーアミーゴズ）を相手にかけると、客席からは「エディ！エディ！」と割れんばかりの歓声が上がるという現象が起こった。
2006年2月4日・5日のスマックダウン横浜アリーナ大会でも日本のファンはエディの功績を称え、多くの歓声が上がり、事実上の追悼大会となった。また、この衝撃を受けたタジリが自主的に退団している。
2006年1月には、エディの地元であるテキサス州エルパソ市から地元の発展に貢献したとのことで市民栄誉賞を受賞し、ヴィッキーが賞を受け取った。さらに、同年4月、これまでの功績を称えられWWE殿堂に迎えられた（プレゼンターはチャボ、ベノワ、ミステリオ）。
さらに日本の団体でも、新日本プロレスなどで追悼ムードが高まり、各団体では10カウント・ゴングが打ち鳴らされた。全日本プロレス11月20日後楽園大会ではディーロ・ブラウンがエディ式ローダウンと称してフロッグ・スプラッシュを、大日本プロレス11月22日後楽園大会ではMASADAとGENTAROが、スリーアミーゴズとフロッグ・スプラッシュをそれぞれ披露した。

## 得意技

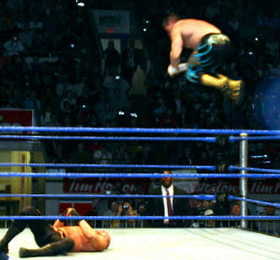
フロッグ・スプラッシュ
本家であったアート・バー（ラブ・マシーン）から受け継いだ必殺技。トップロープからの屈伸式のダイビング・ボディ・プレス。
ラソ・フロム・エルパソ
変形レッグロックや変形テキサスクローバーホールド等、その時によって型が全く違っていた。本来ラソとはメキシカンレスラーが使うボストンクラブで自身の片膝を相手の腰に当て支点にして折り曲げる技で、2002年頃の一時期のみフィニッシュムーブだったが、2005年にヒールターンした直後に使用し始めた。
フランケンシュタイナーで相手をマットに叩きつけ、相手の両足を交差させて右足でまたいでマットに倒れ込み、相手の両足を自身の両足で挟み込んで横方向に転がし、相手の右足を脇に抱えてアキレス腱を絞り上げる。
フランケンシュタイナーで相手をマットに叩きつけ、自身は後転して立ち上がり、相手の両足を交差させての逆エビ固めに移行する。３種類を使用。
スリー・アミーゴス
3連続高速ブレーンバスター。2003年頃から使用。ここからフロッグスプラッシュに繋ぐのが彼の必勝パターンだった。マレンコはクリス・ベノワ追悼インタビューの際、スリーの意味は単なる数字的な意味合いではなく「エディ・ベノワ・マレンコ」という友人間での意味合いだった、と供述している。
追悼大会では、チャボ・ゲレロ・ジュニアがこの技を使用して叔父エディへ捧げた。日本でも田口隆祐（新日本）、里歩（AEW）が使用している。
BTボム（ブラック・タイガー・ボム）
女子プロレスラーのダイナマイト関西の必殺技「スプラッシュマウンテン」と同系の技。ブラック・タイガー時代のフィニッシュムーブ。ザ・グレート・サスケに雪崩式を見舞おうとしたとき、ウラカン・ラナで切り返され、失神してしまったことがある。超重量級が多いWWEでは、軽量のエディが抱え上げられるレスラーが限られているため、軽量の相手に数回使用したのみである。
スイングDDT
新日本在籍時のブラック・タイガー時代の得意技。コーナー上からだけでなく走り込んで仕掛けることもあった。
垂直落下式ブレーンバスター
同じく新日本在籍時のブラック・タイガー時代に使用していた。上記スリーアミーゴスの要領で技を掛けた後に起き上がり、連発で見舞う事もあった。
WWEでは頭から落とす技に規制がかかるため使用していない。
スプリングボード・ハリケーン・ラナ
相手の腕を捻ってロープを駆け上がり反転しつつ跳躍して旋回式のコルバタを見舞う。
ゴリー・スペシャル
父ゴリーが発明したゲレロ家を代表する絞め技。本人曰く大一番でしか使用しなかった。
「ズルして頂き」
技ではなくエディの「レフェリーを欺き勝利を得る」ファイトスタイルを称する言葉。
例：最後の試合となったケン・ケネディ戦では、試合に巻き込まれたレフェリーがダウンしている間に、パイプイスを持ち込みケネディを攻撃しようとしたがレフェリーが回復の兆しを見せたため、パイプイスでキャンバスを叩くとそのままそのパイプイスをケネディに投げ渡し、自身はリングに倒れこみながらパイプイスを持っているケネディを指差しながら彼の反則をアピールした。これを見たレフェリーは、ケネディが反則攻撃を行ったと誤認してエディを反則勝ちとした。

## 入場曲
- Radicalz
- Viva La Raza
- Lie Cheat Steal
- Latino Heat
- Crackin

## タイトル歴
WWE
- WWE王座 : 1回
- WWFインターコンチネンタル王座 / WWEインターコンチネンタル王座 : 2回
- WWE US王座 : 1回（US王座復活後の初代王者）
- WWF欧州王座 : 2回
- WWEタッグ王座 : 4回（w / チャボ・ゲレロ×2、タジリ×1、レイ・ミステリオ×1）
- トリプルクラウン達成（2004年）
- グランドスラム達成（2004年）
- WWE殿堂（2006年）

ECW
- ECW世界TV王座 : 2回

WCW
- WCW US王座 : 1回
- WCWクルーザー級王座 : 2回

AAA
- AAA殿堂

新日本プロレス
- BEST OF THE SUPER Jr. III優勝（1996年）

ワールド・レスリング・オールスターズ
- WWA世界クルーザー級王座 : 1回

ワールド・レスリング・アソシエーション
- WWA世界6人タッグ王座（w / チャボ・ゲレロ・シニア&マンド・ゲレロ）
- WWA世界ウェルター級王座 : 1回

ラテン・アメリカン・レスリング・アソシエーション
- LAWA ヘビー級王座 : 1回

プロ・レスリング・フェデレーション
- PWF世界タッグ王座 : 1回（w / ヘクター・ゲレロ）

IWAミッドサウス
- IWAミッドサウスヘビー級王座 : 1回

## その他
- 2004年にはWWE王座の獲得により、WWE史上5人目のグランドスラムを達成。
- エディのこれまでの功績を称えて作られたトリビュート・ビデオには3ドアーズ・ダウンの"Here Without You" や　Boyce Avenueの"Hear Me Now"、追悼ビデオにはスティービー・ワンダーの"Lately"が使われた。
- 2006年、これまでの功績を称えられWWE殿堂入りを果たした。
- 試合運びやパンプが巧みで、エディ自身の動きもスピーディーであったことから、日本・米国を問わずレスラー仲間からも信頼・尊敬を集めていた。
- 以前にTAKAみちのくが「世界で一番速いレスラー」と称したことがある。またタジリも本人を目の前にしながら、「身体は小さいけれどプロレスの神様」、CIMAもかつてWCWに参戦した頃、彼を見て「これは世界最高峰だ」と感じたとインタビューで語っている。
- エディはシナとも深い親友関係があり、二人でシンガポールに出かけたこともある。
- リング上では明るくおちゃらけたキャラクターだったが、実際には物静かでシャイな性格であった。アルコールや薬物などの問題もあり、複雑な心理状態を抱えていたと思われる。